# Vágod
Vágod (németül Holzschlag) Alsószénégető településrésze, egykor önálló község  Ausztriában Burgenland tartományban, a Felsőőri járásban.

## Fekvése
A kőszegi határátkelőtől 12 km-re nyugatra a Kőszegi-hegység és Borostyánkői-hegység között fekszik.

## Története
A települést a 16. század végén alapították a borostyánkői uradalom területén.  1634-ben említik először. Lakói az uradalomhoz tartozó favágók voltak. Önkéntes tűzoltóegyletét 1897-ben alapították.
Vas vármegye monográfiája szerint "Vágod, 79 házzal és 547 ág. ev. vallású, németajkú lakossal. Postája Gyöngyösfő, távírója Léka."
1910-ben 524, többségben német lakosa volt, jelentős cigány kisebbséggel. A trianoni békeszerződésig Vas vármegye Kőszegi járásához tartozott. 1921-ben Ausztria Burgenland tartományának része lett. 1954-1955-ben bevezettték az elektromos áramot és megépült a vízvezeték hálózat. 1971-ben Alsó- és Felsőszénégetővel, Szalónakhuta és Gyöngyösfő településekkel egy községben egyesült. Tűzoltószerházát 1992-ben építették.

## Nevezetességei
Evangélikus temploma.

## Külső hivatkozások
- Alsószénégető hivatalos oldala
- Vágod evangélikus egyháza[halott link]
- Vágod a dél-burgenlandi települések honlapján